# Henri-Auguste-Georges du Vergier de La Rochejaquelein

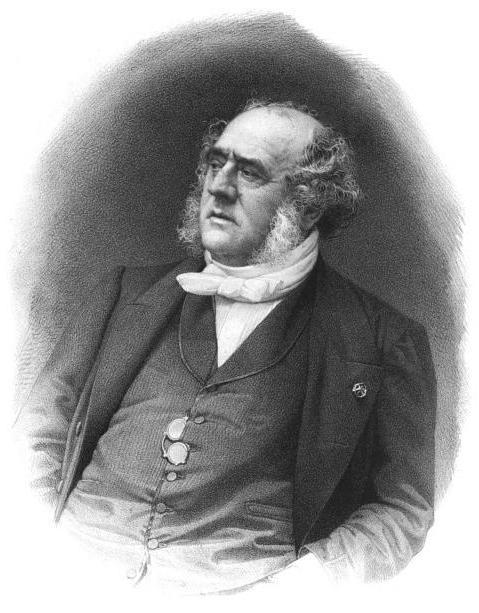
Henri-Auguste-Georges du Vergier de La Rochejaquelein.

Henri-Auguste-Georges du Vergier, markis de La Rochejaquelein, född den 28 september 1805, död den 7 januari 1867, var en fransk ädling, son till Louis du Vergier de La Rochejaquelein och Victoire de Donnissan. 
de La Rochejaquelein deltog 1832 i oroligheterna i Vendée samt var en av ledarna för den demokratiska legitimistgruppen under Ludvig Filip och under republiken av år 1848, men blev efter den 2 december 1851 anhängare av kejsardömet och senator.